# Enric De Juan i Berenguer
Enric De Juan i Berenguer   (Barcelona, 17 de juliol de 1947), més conegut com a Quique De Juan, és un ex-pilot de motociclisme català que destacà en competicions estatals durant la dècada de 1970 i començaments de la de 1980, especialment en pujades de muntanya i en proves de resistència. Durant aquella època, a més, fou un dels pilots col·laboradors de la revista Solo Moto, on es dedicava a provar nous models de motocicletes de carretera.
El seu fill, de nom també Quique De Juan, es dedicà també al motociclisme i competí en algun Gran Premi del Campionat del Món durant les temporades de 1994 i 1995.

## Trajectòria esportiva
Fill d'un pilot de motociclisme, Quique De Juan debutà en competició a la Pujada a la Rabassada, cursa que amb els anys arribà a guanyar en cinc edicions. Participà també en copes de promoció diverses, com ara la Copa Yankee organitzada per OSSA durant el 1977, però els èxits més importants de la seva carrera els obtingué a les 24 Hores de Montjuïc (durant anys, fou un dels participants més populars d'aquesta prova). El 1973 estigué a punt de guanyar-les tot formant equip amb Jaume Alguersuari als comandaments d'una Bultaco 360 (amb la qual marcaren el rècord de voltes de la prova amb moto catalana, 704) tot i que finalment hi acabaren segons. Més tard les guanyà en dues edicions (1983 i 1985), ambdues formant part d'un equip oficial de Ducati, en una època en què els equips eren ja de tres pilots en comptes dels tradicionals dos d'abans.